# Naujasis Daugėliškis
Naujasis Daugėliškis è una città del distretto di Ignalina della contea di Utena, nell'est della Lituania. Secondo un censimento del 2011, la popolazione ammonta a 275 abitanti.
La città non è molto distante dalla frontiera bielorussa.

## Storia
La prima chiesa locale fu costruita nel 1889. All’epoca, il territorio apparteneva al Regno del Congresso. Dopo l'occupazione dei paesi baltici, dall'ottobre del 1939 Naujasis Daugėliškis appartenne alla RSS bielorussa. Quando scoppiò la Seconda guerra mondiale, il 24 giugno 1941 giunsero sul posto le prime unità dell'esercito tedesco. Nell’autunno dello stesso anno, forze di polizia locali radunarono le comunità ebraiche del luogo (circa 40-50 persone) e le condussero a Švenčionėliai, dove furono uccisi insieme ad altri ebrei del comune distrettuale di Švenčionys.
Nell'estate del 1943, si ha testimonianza della presenza di una grande guarnigione dell'esercito del generale russo Povilas Plechavičius. Nel luglio del 1944 la città fu occupata da unità dell'esercito sovietico.

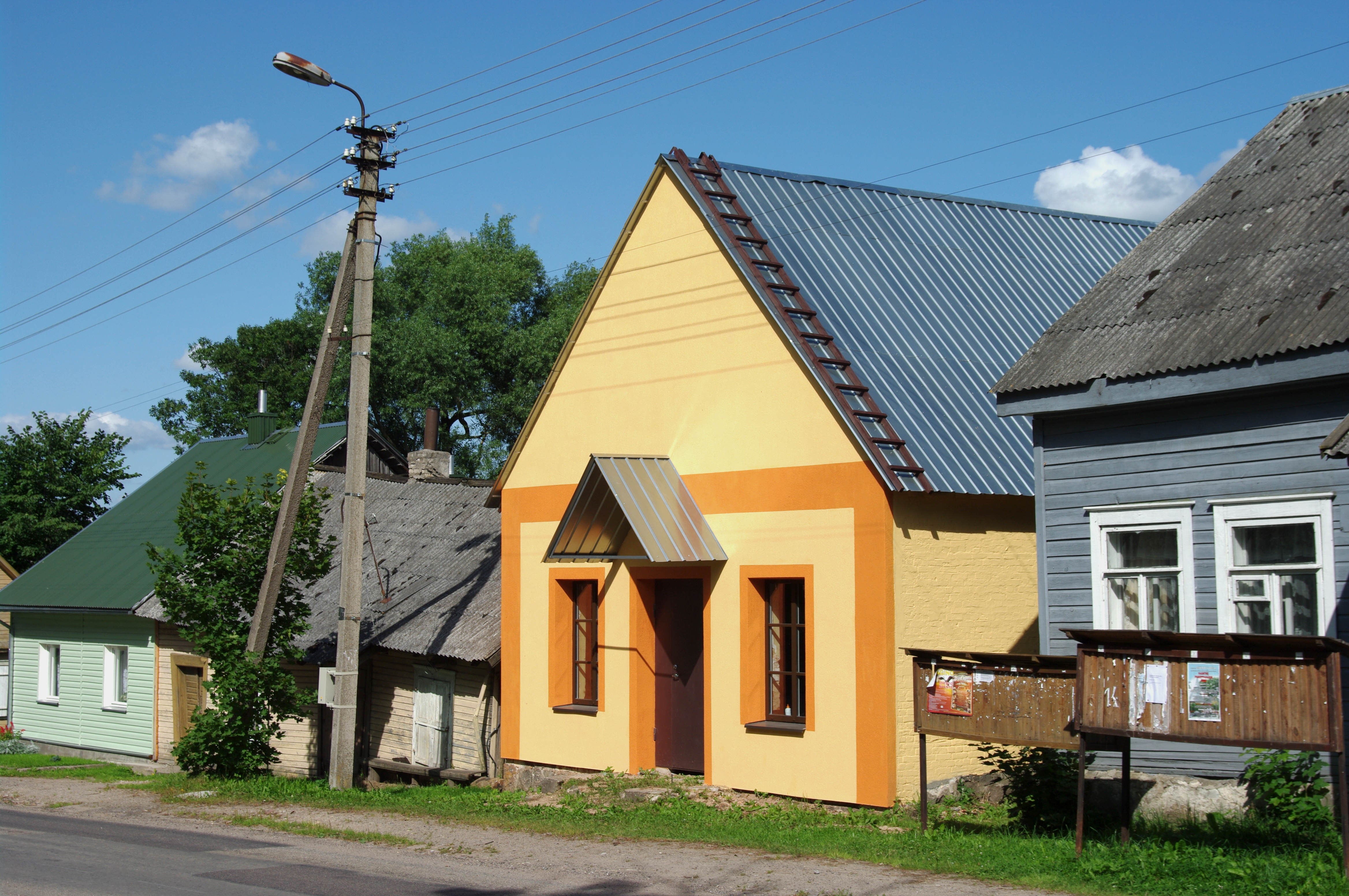
Architettura delle costruzioni locali